# Canoa/kayak ai Giochi della XXVI Olimpiade
Il programma delle gare di canoa/kayak ai Giochi della XXVI Olimpiade è composto da competizioni di canoa slalom e di velocità: le prime si sono svolte presso il Ocoee Whitewater Center della contea di Polk, le seconde nel Lake Lanier di Gainesville.
Complessivamente sono messi in palio 16 titoli: 12 nello slalom, nove maschili e tre femminili, e 4 nella velocità, tre maschili e una femminile.

## Podi

### Uomini
| Evento    | Oro                                                           | Perform.  | Argento                                                           | Perform.  | Bronzo                                                                  | Perform.  |
| Velocità  |                                                               |           |                                                                   |           |                                                                         |           |
| K1 500 m  | Antonio Rossi                                                 | 1'37"423  | Knut Holmann                                                      | 1'38"339  | Piotr Markiewicz                                                        | 1'38"615  |
| K1 1000 m | Knut Holmann                                                  | 3'25"785  | Beniamino Bonomi                                                  | 3'27"073  | Clint Robinson                                                          | 3'29"713  |
| K2 500 m  | Germania Kay Bluhm Torsten Gutsche                            | 1'28"697  | Italia Daniele Scarpa Beniamino Bonomi                            | 1'28"729  | Australia Daniel Collins Andrew Trim                                    | 1'29"409  |
| K2 1000 m | Italia Daniele Scarpa Antonio Rossi                           | 3'09"190  | Germania Kay Bluhm Torsten Gutsche                                | 3'10"518  | Bulgaria Andrian Dushev Milko Kazanov                                   | 3'11"206  |
| K4 1000 m | Germania Thomas Reineck Mark Zabel Olaf Winter Detlef Hofmann | 2'51"528  | Ungheria András Rajna Gábor Horváth Ferenc Csipes Attila Adrovicz | 2'53"184  | Russia Oleg Gorobij Sergey Verlin Georgiy Tsybulnikov Anatolij Tiščenko | 2'53"996  |
| C1 500 m  | Martin Doktor                                                 | 1'49"934  | Slavomír Kňazovický                                               | 1'50"510  | Imre Pulai                                                              | 1'50"758  |
| C1 1000 m | Martin Doktor                                                 | 3'54"418  | Ivans Klementjevs                                                 | 3'54"954  | György Zala                                                             | 3'56"366  |
| C2 500 m  | Ungheria Csaba Horváth György Kolonics                        | 1'40"420  | Moldavia Nicolae Juravschi Viktor Renejskij                       | 1'40"456  | Romania Gheorghe Andriev Grigore Obreja                                 | 1'41"336  |
| C2 1000 m | Germania Andreas Dittmer Gunar Kirchbach                      | 3'31"870  | Romania Antonel Borșan Marcel Glăvan                              | 3'32"294  | Ungheria Csaba Horváth György Kolonics                                  | 1'32"514  |
| Slalom    |                                                               |           |                                                                   |           |                                                                         |           |
| K1        | Oliver Fix                                                    | 141,22 p. | Andraž Vehovar                                                    | 141,65 p. | Thomas Becker                                                           | 142,79 p. |
| C1        | Michal Martikán                                               | 151"03    | Lukáš Pollert                                                     | 151"17    | Patrice Estanguet                                                       | 152"84    |
| C2        | Francia Frank Adisson Wilfrid Forgues                         | 158"82    | Rep. Ceca Miroslav Šimek Jiří Rohan                               | 160"16    | Germania André Ehrenberg Michael Senft                                  | 163"72    |

### Donne
| Evento   | Oro                                                                | Perform.  | Argento                                                                              | Perform.  | Bronzo                                                                 | Perform.  |
| Velocità |                                                                    |           |                                                                                      |           |                                                                        |           |
| K1 500 m | Rita Kőbán                                                         | 1'47"655  | Caroline Brunet                                                                      | 1'47"891  | Josefa Idem                                                            | 1'48"731  |
| K2 500 m | Svezia Agneta Andersson Susanne Gunnarsson                         | 1'39"329  | Germania Birgit Fischer Ramona Portwich                                              | 1'39"689  | Australia Katrin Borchert Anna Wood                                    | 1'40"641  |
| K4 500 m | Germania Birgit Fischer Manuela Mucke Anett Schuck Ramona Portwich | 1'31"077  | Svizzera Ingrid Haralamow-Raimann Daniela Baumer Sabine Eichenberger Gabriela Müller | 1'32"701  | Svezia Agneta Andersson Susanne Rosenqvist Anna Olsson Ingela Ericsson | 1'32"917  |
| Slalom   |                                                                    |           |                                                                                      |           |                                                                        |           |
| K1       | Štěpánka Hilgertová                                                | 169,49 p. | Dana Chladek                                                                         | 169,50 p. | Myriam Fox-Jerusalmi                                                   | 171,00 p. |

## Medagliere
| Pos.   | Paese       | Oro | Argento | Bronzo | Totale |
| ------ | ----------- | --- | ------- | ------ | ------ |
| 1      | Germania    | 5   | 2       | 1      | 8      |
| 2      | Rep. Ceca   | 3   | 2       | 0      | 5      |
| 3      | Italia      | 2   | 2       | 1      | 5      |
| 4      | Ungheria    | 2   | 1       | 3      | 6      |
| 5      | Slovacchia  | 1   | 2       | 0      | 3      |
| 6      | Norvegia    | 1   | 1       | 0      | 2      |
| 7      | Francia     | 1   | 0       | 3      | 4      |
| 8      | Svezia      | 1   | 0       | 1      | 2      |
| 9      | Romania     | 0   | 1       | 1      | 2      |
| 10     | Canada      | 0   | 1       | 0      | 1      |
| 10     | Lettonia    | 0   | 1       | 0      | 1      |
| 10     | Moldavia    | 0   | 1       | 0      | 1      |
| 10     | Svizzera    | 0   | 1       | 0      | 1      |
| 10     | Stati Uniti | 0   | 1       | 0      | 1      |
| 15     | Australia   | 0   | 0       | 3      | 3      |
| 16     | Bulgaria    | 0   | 0       | 1      | 1      |
| 16     | Polonia     | 0   | 0       | 1      | 1      |
| 16     | Russia      | 0   | 0       | 1      | 1      |
| Totale | Totale      | 16  | 16      | 16     | 48     |